# Понтиак (вожд)
Вижте пояснителната страница за други личности с името Понтиак.
Понтиак (около 1720 – 20 април 1769) е индиански вожд на племето отава.
Франк Уотърс характеризира Понтиак (Ponteach) като „мъж от стомана между британски чук и френска наковалня“. Понтиак, на когото Дженеръл Мотърс кръщава автомобилен модел се опитва да организира индианска конфедерация за блокиране на евро-американската имиграция в Стария Северозапад.
Понтиак е ранен съюзник на Французите през 1755 г. във Форт Дюкен (сега мястото на Питсбърг), заедно с войни на оджибуей, виандот и делаварите. Играе основна роля във френската победа над английския генерал Едуард Брадок през 1755 г. През 1763 индианците под водачеството на Понтиак завземат няколко английски укрепления. Когато обсаждат Детройт през 1766, Понтиак и краля на Англия сключват мир. Понтиак загива при неясни обстоятелства, но има теория, че е станал жертва на заговор.

## Семейство
Понтиак вероятно е роден покрай река Мауми в днешен северен Охайо от баща отава и майка от чипеуа. Жени се за Кантукииган, от която има двама сина - Отуса и Шегенаба.

## Съпротива срещу колонизаторите
До около 1760 г. ораторските му умения и смелостта му като воин го издигат до лидерството и до 1763 г. сформира военни съюзи с осемнадесет други индиански народи от река Мисисипи до езерото Онтарио, за да се противопоставят срещу английските колонизатори.
След разгрома на французите от британците през 1763 г. Понтиак се оказва изправен на южния бряг на езерото Ери пред английската сила известни като легендарните рейнджъри на Робърт Роджърс, които бяха обучени да воюват като горски воини. Роджърс казва на Понтиак, че земята, която той окупира сега е британска, преотстъпена от Франция и че той има задачата да завземе изоставените френски фортове. След четири дни преговори на Роджърс е позволено да продължи до бившия френски форт на мястото на днешния Детройт. Властта е прехвърлена, докато стотици индианци гледат. Роджърс и Понтиак стават приятели като сега Понтиак очаква мирна търговия с британците, но когато Роджърс напуска района търговците на кожи започват да мамят индианците и да ги пристрастяват към евтиния алкохол. Заради тези и други несправедливости Понтиак решава да грабне оръжието, призовавайки всички индианци в областта да се присъединят към него. До пролетта на 1763 г. е взето решение за общо въстание. На 9 май всяка група трябва да атакува най-близкия английски форт. Планът на Понтиак е предаден на командира на британската крепост в Детройт от жена от оджибуей, известна като Катрин сред англичаните. Понтиак обсажда форта в Детройт, но не получава подкрепа от французите. След 15 месечна обсада войните се оттеглят.
След бунта европейско-американските имигранти се преместват в долината на Охайо. Виждайки това Понтиак започва да съветва хората си за мир. Това уронва престижа му сред бившите му съюзници. Младите войни не искат мир и го заплашват. Принуден, Понтиак напуска селото си и се премества със семейството си в Илинойс. На 20 април 1769 г. е убит в Кахокия, Илинойс. Според една от версиите той е бил намушкан от индианец от Пеория, който може би е бил
подкупен с бъчва уиски от английски търговец на име Уилямсън.